# Aulostomus
Aulostomus – rodzaj morskich ryb z rodziny rurecznicowatych (Aulostomidae).

## Klasyfikacja
Gatunki zaliczane do tego rodzaju:

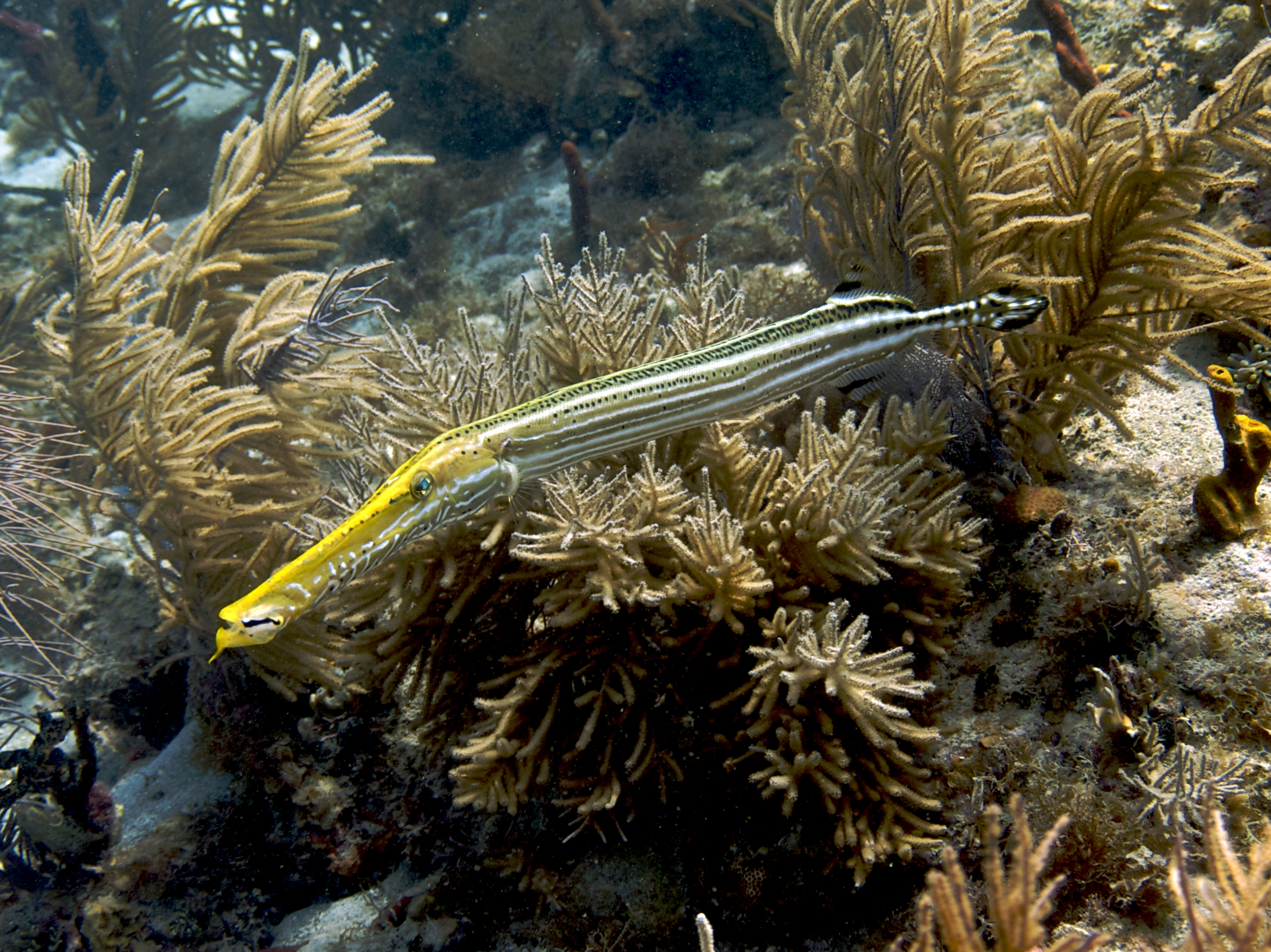
Aulostomus chinensis – fletnica[3], rurecznica[3], rurecznica chińska
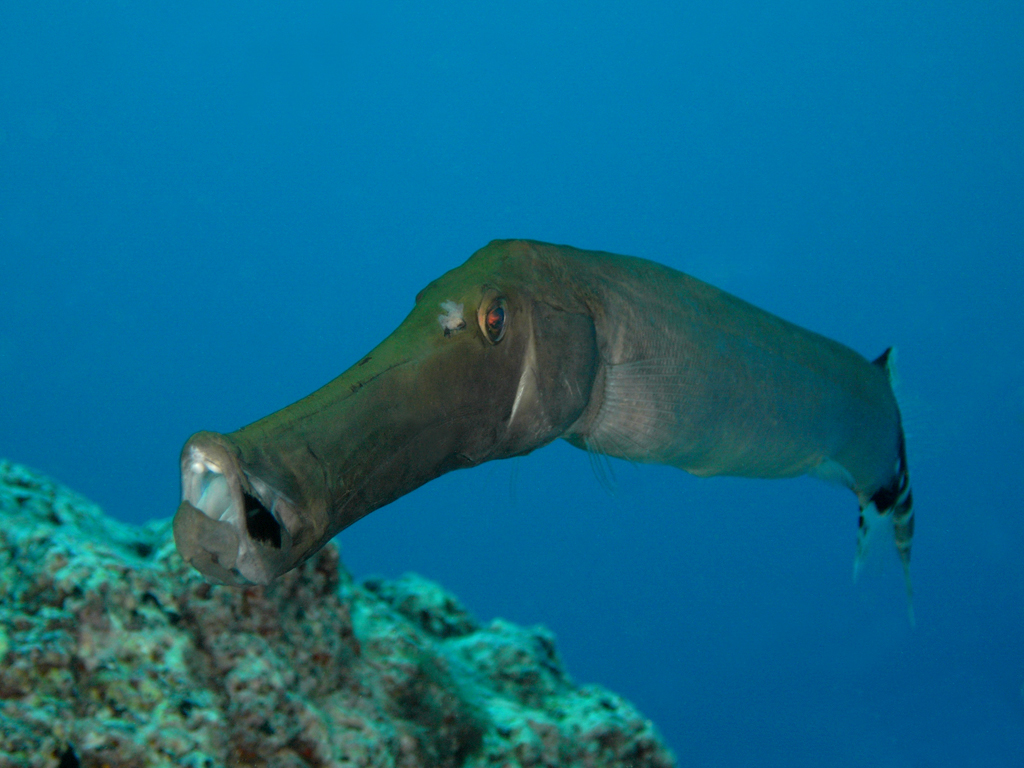
Aulostomus maculatus
- Aulostomus strigosus

- Aulostomus maculatus
- Aulostomus strigosus